# Bayonetta 2
Bayonetta 2 (Japans: ベヨネッタ2 , Romaji: Beyonetta Tsū) is een computerspel ontwikkeld door PlatinumGames en uitgegeven door Nintendo voor de Wii U. Het spel kwam het eerst in Japan uit op 20 september 2014, de rest van de wereld volgde op 24 oktober 2014. Op 16 februari 2018 verscheen ook een versie voor de Nintendo Switch.
De Special Edition en First Print Edition van het spel bevatten een Wii U-versie van Bayonetta in het doosje.
In december 2017 werd tijdens The Game Awards een derde deel in de Bayonetta-serie aangekondigd.

## Spel
Bayonetta 2 draait om het titelpersonage, de heks Bayonetta, die vuurwapens en magische aanvallen gebruikt om tegen engelachtige vijanden te vechten. Dit tweede deel zet dezelfde stijl van gevechten door waarbij uit diverse wapens kan worden gekozen. Nieuw is de Umbran Climax die geactiveerd wordt met een volle magiemeter, en Bayonetta sterkere aanvallen en extra combo's geeft.
De gebeurtenissen in het spel spelen zich af op de heilige berg Fimbulventr en het nabij gelegen dorp Noatun. Terugkerende karakters zijn Rodin de barman, Luka de journalist, Jeanne haar rivaal en beste vriendin, en Enzo de informant. Nieuwe karakters in Bayonetta 2 zijn Loki, Loptr, en de mysterieuze gemaskerde Lumen.

## Ontvangst
Het spel werd in recensies positief ontvangen. Men prees het gevechtsysteem en algehele verbeteringen ten opzichte van het eerste deel.
| Aggregator      | Score                          |
| --------------- | ------------------------------ |
| Metacritic      | 91/100 (Wii U) 92/100 (Switch) |
| Beoordeeld door | Score                          |
| AllGame         | 4,5/5                          |
| Destructoid     | 10/10                          |
| Edge            | 10/10                          |
| GameSpot        | 10/10                          |
| IGN             | 9,5/10                         |